# Новиков Олександр Васильович (співак)
Олександр Васильович Новиков (рос. Александр Васильевич Новиков; 31 жовтня 1953 Сахалінська область, СССР) — радянський і російський співак, поет, музикант, композитор, автор-виконавець пісень у жанрі міського романсу, художній керівник Уральського державного театру естради. Лауреат загальнонаціональної премії «Овація» в номінації «Міський романс» (1995), багаторазовий лауреат премії «Шансон року».
Підтримує путінський режим та війну Росії проти України.

## Життєпис
Народився 31 жовтня 1953 року в острові Ітуруп Курильського архіпелагу, в селищі Буревісник. Батько — військовий льотчик, мати — домогосподарка. Перші 2 роки свого життя Новиков з сім'єю жив на Сахаліні, потім деякий час жив в латвійському селі Вайньоде, потім десять років в місті Фрунзе, і в 1969 році Новиков переїхав до міста Свердловськ, де і продовжує жити і працювати по теперішній час.
Саша Новиков ріс хлопчиком дуже тямущим. Вже в 6 років він перебував під враженням від лірики Сергія Єсеніна, а до третього класу прочитав майже всю російську класику, включаючи роман «Війна і мир». Однак в школі вчився погано, і вже в 4-5 класі Новіков був виключений з лав піонерів. У побуті ж майбутній музикант був відкритим антирадянщиком. Свій темпераментний характер Новіков також виявляв в заняттях боксом і самбо.
Захоплення музикою до молодого Олександра Новикова прийшло в 1967 році під враженням від перегляду фільму «Вертикаль» за участю Володимира Висоцького, який виконав у фільмі 5 своїх пісень.
У 1971 році отримав свій перший термін за бійку, влаштовану в ресторані. Новиков і його приятель заступилися за офіціантку проти опонента, який відмовився платити і застосував проти неї фізичну силу. Сам опонент потім потрапив до лікарні, а офіціантці дісталися його годинник, які Новиков і приятель, діставши їх з кишені непритомного опонента, віддали їй. Новикову дали умовний термін на рік з обов'язковим залученням до праці (в народі «хімія»), під час якого він будував Будинок побуту в Нижньому Тагілі.
У 1980 році створив групу «Рок-полігон», де виступав як соліст, гітариста і автора пісень. Пісні виконувалися в стилях рок-н-рол, реґі та нова хвиля з елементами панк-року і психоделічного року. Група записала два однойменних альбоми в 1983 (при офіційному виданні на CD рік помилково вказано як 1981) і 1984 роках.
У 1981 році заснував студію звукозапису «Новік-рекордс», де записувалися не тільки альбоми Новикова, але і багатьох свердловських музикантів — груп «Чайф», «Агата Кристи» та інших.
У 1984 році Новиков різко відходить від рок-музики і 3-го травня записує знаменитий альбом «Вези меня, извозчик». У записі взяли участь музиканти «Рок-полігону», в тому числі Олексій Хоменко і Володимир Єлизаров.